# Eugene Demler
Eugene Demler (russisch Евгений Александрович Демлер Jewgeni Alexandrowitsch Demler; * 8. Oktober 1971 in Nowosibirsk) ist ein russischstämmiger US-amerikanischer theoretischer Physiker.
Demler studierte ab 1988 am Moskauer Institut für Physik und Technologie mit dem Diplom-Abschluss in theoretischer Physik 1993, wobei er seit 1991 am Lebedew-Institut in Moskau war. Ab 1993 studierte er an der Stanford University, an der er 1998 bei S. C. Zhang promoviert wurde. Als Post-Doktorand war er 1998/99 am Institute for Theoretical Physics in Santa Barbara und von 1999 bis 2001 Junior Fellow an der Harvard University. 2001 wurde er Assistant Professor und 2005 Professor an der Harvard University. Dort war er am Harvard-MIT Centre for Ultracold Atoms und am Institute for Theoretical Atomic Molecular and Optical Physics des Harvard Smithsonian Centre for Astrophysics. Ab 2021 ist er Professor für theoretische Festkörperphysik an der ETH Zürich.
2015 war er Gastwissenschaftler (Distinguished Scholar) am Institut für Quantenoptik in Garching, 2019 Hanna Visiting Scholar in Stanford und 2020 Moore Distinguished Scholar am Caltech. 2015 wurde er Simons Fellow und 2021 Simons Investigator.
Demler befasste sich in seiner Anfangszeit in Stanford unter Zhang mit Hochtemperatursupraleitern und der dort vorhandenen Koexistenz von Antiferromagnetismus und Supraleitung. In Harvard war er ein Pionier bei der Simulation von Quantensystemen der Festkörperphysik mit kalten Atomen in optischen Gittern. Die Atome werden durch ein Laserfeld in periodischen Strukturen angeordnet und ihre Wechselwirkung kann durch Abstimmen von Laserfeld und magnetischem Feld (Feshbach-Resonanz) eingestellt werden. Dabei erlaubt die Simulation auch die Messung der Korrelationsfunktionen hoher Ordnung und vollständiger Verteilungsfunktionen (im Gegensatz zum Fall des simulierten Festkörpers). Anwendungsbeispiele für Quantensimulation von Festkörpern mit kalten Atomen in optischen Gittern sind z. B. Supraleiter, Suprafluidität, topologische Isolatoren und magnetische Systeme. Er wandte diese Quantensimulatoren auch zum Studium von quantenmechanischen Vielteilchensystemen im Nichtgleichgewicht an (durch Anregung mit starken Laserpulsen) und durch Kombination von Methoden der Quanteninformatik und Maschinenlernen in der Biomedizin etwa bei der Auswertung von Kernspinaufnahmen. Seine Forschung führte auch zu neuen Methoden, die Eigenschaften komplexer Materialien optisch zu kontrollieren (z. B. Verstärkung von Supraleitung, Erzeugung topologischer Zustände). Er schlug neuartige photonische Nano-Bauelemente vor (z. B. optische Verzögerungsschleifen auf Basis topologischer Photonenzustände und optische Transistoren, die durch ein einziges Photon gesteuert werden können).
Zu den von ihm untersuchten stark korrelierten Festkörpersystemen gehören neben Hochtemperatursupraleitern, mesoskopischen Supraleitern und Antiferromagneten, schwere Fermionen, organische Supraleiter, Quanten-Hall-Systeme, Bose-Einstein-Kondensate von Alkaliatomen, Zeitkristalle und der Effekt von Dissipation auf Quantenphasenübergänge.
2002 war er Sloan Research Fellow und erhielt einen NSF Career Award. 2012 wurde er Fellow der American Physical Society. 2014 erhielt er den Siemens-Forschungspreis der Humboldt-Stiftung und 2006 den Johannes Gutenberg Lecture Award in Mainz. 2021 erhielt er den Hamburger Preis für Theoretische Physik.
2014 wurde er Thomson Reuters Highly Cited Researcher und 2017 bis 2020 bei Clarivate Analytics.

## Schriften (Auswahl)
- mit S. C. Zhang: Theory of the Resonant Neutron Scattering of High Tc Superconductors, Phys. Rev. Lett., Band 75, 1995, S. 4126
- mit S. Sachdev, Y. Zhang: Spin-ordering quantum transitions of superconductors in a magnetic field, Phys. Rev. Lett., Band 87, 2001, S. 067202
- mit W. Hofstetter, J. I. Cirac, Peter Zoller, M. D. Lukin: High-temperature superfluidity of fermionic atoms in optical lattices, Phys. Rev. Lett., Band 89, 2002, S. 220407
- mit L. M. Duan, Mikhail D. Lukin: Controlling spin exchange interactions of ultracold atoms in optical lattices, Phys. Rev. Lett., Band 91, 2003, S. 090402
- mit W. Hanke, S. C. Zhang: SO (5)  theory of antiferromagnetism and superconductivity, Reviews of Modern Physics, Band 76, 2004, S. 909
- mit A. S. Sørensen, M. D. Lukin: Fractional quantum Hall states of atoms in optical lattices, Phys. Rev. Lett., Band 94, 2005, S. 086803
- mit D. E. Chang, A. S. Sørensen, M. D. Lukin: A single-photon transistor using nanoscale surface plasmons, Nature Physics, Band 3, 2007, S. 807–812
- mit S. Trotzky u. a.: Time-resolved observation and control of superexchange interactions with ultracold atoms in optical lattices, Science, Band 319, 2008, S. 295–299
- mit T. Kitagawa, E. Berg, M. Rudner: opological characterization of periodically driven quantum systems, Phys. Rev. B, Band 82, 2010, 235114
- mit A. V. Gorshkov, Peter Zoller u. a.: Two-orbital SU (N) magnetism with ultracold alkaline-earth atoms, Nature Physics, Band 6, 2010, S. 289–295
- mit T. Kitagawa, T. Oka, A. Brataas, L. Fu: Transport properties of nonequilibrium systems under the application of light: Photoinduced quantum Hall insulators without Landau levels, Phys. Rev. B, Band 84, 2011, S. 235108
- mit M. Hafezi, M. D. Lukin, J. M. Taylor: Robust optical delay lines with topological protection, Nature Physics, Band 7, 2011, S. 907–912
- mit M. Gring u. a.: Relaxation and prethermalization in an isolated quantum system, Science, Band 337, 2012, S. 1318–1322
- mit M. Atala u. a.: Direct measurement of the Zak phase in topological Bloch bands, Nature Physics, Band 9, 2013, S. 795–800
- mit A.Mazurenko u. a.: A cold-atom Fermi–Hubbard antiferromagnet, Nature, Band 545, 2017, S. 462–466
- mit S. Choi u. a.: Observation of discrete time-crystalline order in a disordered dipolar many-body system, Nature, Band 543, 2017, S. 221–225